# エト・セトラ (モントリオールのバンド)
エト・セトラ（英: Et Cetera）は、1970年代のカナダのバンド。イギリスのジェントル・ジャイアントの音楽に影響を受けている。
バンド・メンバーは、Marie Bernard Pagé（キーボード、オンド・マルトノ）、Denis Chartrand（キーボード、フルート、サクソフォーン、ヴィブラフォン）、Pierre Dragon（ドラム）、Robert Marchand（ギター）、Alain-Yves Pigeon (ベース、チェロ）。
エト・セトラはバンドにとって唯一となる同名のアルバムを、Apostropheより1976年にリリースし、その後すぐに解散した。アルバムは Unidisc Recordsより1997年にCDとして再販された。

## ディスコグラフィ

### スタジオ・アルバム
- 『エト・セトラ』 - Et Cetera (1976年)